# Codariocalyx motorius
Codariocalyx motorius (Houtt.) H.Ohashi è una pianta appartenente alla famiglia delle Fabacee (o Leguminosae), originaria dell'Asia tropicale. È chiamata volgarmente "pianta telegrafo".

## Descrizione
Si presenta come un arbusto alto tra i 30 e i 90 cm con foglie oblunghe di colore verde e piccoli fiori di colore viola.
Le piccole foglioline laterali hanno la caratteristica di potersi muovere rapidamente, tanto da poterne osservare le oscillazioni ad occhio nudo; da qui il nome pianta danzante.

Questa è probabilmente una strategia della pianta per massimizzare la luce assorbita seguendo il sole, descritta nel dettaglio da Charles Darwin nel suo libro "Il potere di movimento nelle piante".